# Линколн Парк (Колорадо)
Линколн Парк (енгл. Lincoln Park) насељено је место без административног статуса у америчкој савезној држави Колорадо.

## Демографија
По попису из 2010. године број становника је 3.546, што је 358 (-9,2%) становника мање него 2000. године.
| Група             | 2000.         | 2010.         |
| Белци             | 3.583 (91,8%) | 3.193 (90,0%) |
| Афроамериканци    | 8 (0,2%)      | 4 (0,1%)      |
| Азијати           | 9 (0,2%)      | 9 (0,3%)      |
| Хиспаноамериканци | 214 (5,5%)    | 263 (7,4%)    |
| Укупно            | 3.904         | 3.546         |